# ATC代码 (C07)
ATC代码C07（β受体阻断药）是解剖学治疗学及化学分类系统的一个药物分组，这是由世界卫生组织药物统计方法整合中心所制定的药品及其它医用产品的官方分类系统。分组C07是C心血管系统的一部分。
兽用代码（ATCvet码）可以在人用ATC代码前加Q字母：QC07等。没有相应人用ATC代码的ATCvet在以下列表中通过前置Q字母表示。
国家ATC分类可能包括列表中没有的其它分类，列表为世界卫生组织（WHO）版本。

## C07A β受体阻断药（Beta blocking agents）

### C07AA 非选择性β受体阻滞药（Beta blocking agents, non-selective）
C07AA01 阿普洛尔（Alprenolol）
C07AA02 氧烯洛尔（Oxprenolol）
C07AA03 吲哚洛尔（Pindolol）
C07AA05 普萘洛尔（Propranolol）
C07AA06 噻吗洛尔（Timolol）
C07AA07 索他洛尔（Sotalol）
C07AA12 纳多洛尔（Nadolol）
C07AA14 甲吲洛尔（Mepindolol）
C07AA15 卡替洛尔（Carteolol）
C07AA16 特他洛尔（Tertatolol）
C07AA17 波吲洛尔（Bopindolol）
C07AA19 布拉洛尔（Bupranolol）
C07AA23 喷布洛尔（Penbutolol）
C07AA27 氯拉洛尔（Cloranolol）
C07AA57 索他洛尔复方（Sotalol, combinations）
QC07AA90 卡拉洛尔（Carazolol）

### C07AB 选择性β受体阻断药（Beta blocking agents, selective）
C07AB01 普拉洛尔（Practolol）
C07AB02 美托洛尔（Metoprolol）
C07AB03 阿替洛尔（Atenolol）
C07AB04 醋丁洛尔（Acebutolol）
C07AB05 倍他洛尔（Betaxolol）
C07AB06 贝凡洛尔（Bevantolol）
C07AB07 比索洛尔（Bisoprolol）
C07AB08 塞利洛尔（Celiprolol）
C07AB09 艾司洛尔（Esmolol）
C07AB10 依泮洛尔（Epanolol）
C07AB11 S-阿替洛尔（S-atenolol）
C07AB12 奈必洛尔（Nebivolol）
C07AB13 他林洛尔（Talinolol）
C07AB52 美托洛尔复方（Metoprolol, combinations）
C07AB57 比索洛尔，复方（Bisoprolol, combinations）

### C07AG α和β受体阻断药（Alpha and beta blocking agents）
C07AG01 拉贝洛尔（Labetalol）
C07AG02 卡维地洛（Carvedilol）

## C07B β受体阻断药和噻嗪类利尿药的复方（Beta blocking agents and thiazides）

### C07BA 非选择性β受体阻断药和噻嗪类利尿药的复方（Beta blocking agents, non-selective, and thiazides）
C07BA02 氧烯洛尔和噻嗪类利尿药（Oxprenolol and thiazides）
C07BA05 普萘洛尔和噻嗪类利尿药（Propranolol and thiazides）
C07BA06 噻吗洛尔和噻嗪类利尿药（Timolol and thiazides）
C07BA07 索他洛尔和噻嗪类利尿药（Sotalol and thiazides）
C07BA12 纳多洛尔和噻嗪类利尿药（Nadolol and thiazides）
C07BA68 美替洛尔和噻嗪类利尿药（Metipranolol and thiazides, combinations）

### C07BB 选择性β受体阻断药和噻嗪类利尿药的复方（Beta blocking agents, selective, and thiazides）
C07BB02 美托洛尔和噻嗪类利尿药（Metoprolol and thiazides）
C07BB03 阿替洛尔和噻嗪类利尿药（Atenolol and thiazides）
C07BB04 醋丁洛尔和噻嗪类利尿药（Acebutolol and thiazides）
C07BB06 贝凡洛尔和噻嗪类利尿药（Bevantolol and thiazides）
C07BB07 比索洛尔和噻嗪类利尿药（Bisoprolol and thiazides）
C07BB12 美托洛尔和噻嗪类利尿药,复方（Nebivolol and thiazides）
C07BB52 美托洛尔和噻嗪类利尿药,复方（Metoprolol and thiazides, combinations）

### C07BG Alpha and beta blocking agents and thiazides
C07BG01 Labetalol and thiazides

## C07C α和β受体阻断药和其它利尿药的复方（Beta blocking agents and other diuretics）

### C07CA 非选择性β受体阻断药和其它利尿药的复方（Beta blocking agents, non-selective, and other diuretics）
C07CA02 氧烯洛尔和其它利尿药的复方（Oxprenolol and other diuretics）
C07CA03 吲哚洛尔和其它利尿药的复方（Pindolol and other diuretics）
C07CA17 波吲洛尔和其它利尿药的复方（Bopindolol and other diuretics）
C07CA23 喷布洛尔和其它利尿药的复方（Penbutolol and other diuretics）

### C07CB 选择性β受体阻断药和其它利尿药的复方（Beta blocking agents, selective, and other diuretics）
C07CB02 美托洛尔和其它利尿药的复方（Metoprolol and other diuretics）
C07CB03 阿替洛尔和其它利尿药的复方（Atenolol and other diuretics）
C07CB53 S-阿替洛尔和其它利尿药，复方（Atenolol and other diuretics, combinations）

### C07CG α和β受体阻断药与其它利尿药的复方（Alpha and beta blocking agents and other diuretics）
C07CG01 拉贝洛尔与其它利尿药的复方（Labetalol and other diuretics）

## C07D β受体阻断药、噻嗪类利尿药和其它利尿药的复方（Beta blocking agents, thiazides and other diuretics）

### C07DA 非选择性β受体阻断药、噻嗪类利尿药和其它利尿药的复方（Beta blocking agents, non-selective, thiazides and other diuretics）
C07DA06 噻吗洛尔、噻嗪类利尿药和其它利尿药的复方（Timolol, thiazides and other diuretics）

### C07DB 选择性β受体阻断药、噻嗪类利尿药和其它利尿药的复方（Beta blocking agents, selective, thiazides and other diuretics）
C07DB01 阿替洛尔、噻嗪类利尿药和其它利尿药的复方（Atenolol, thiazides and other diuretics）

## C07F β受体阻断药和其它抗高血压药（Beta blocking agents and other antihypertensives）

### C07FA 非选择性β受体阻断药和其它抗高血压药（Beta blocking agents, non-selective, and other antihypertensives）
C07FA05 普萘洛尔和其它抗高血压药（Propranolol and other antihypertensives）

### C07FB 选择性β受体阻断药和其它抗高血压药（Beta blocking agents, selective, and other antihypertensives）
C07FB02 美托洛尔和其它抗高血压药（Metoprolol and other antihypertensives）
C07FB03 阿替洛尔和其它抗高血压药（Atenolol and other antihypertensives）
C07FB07 比索洛尔和其它抗高血压药（Bisoprolol and other antihypertensives）